# Depósito de Louisville and Nashville Railroad (Cullman)
El Depósito de Louisville and Nashville Railroad es una estación de tren histórica ubicada en Cullman, Alabama, Estados Unidos. El depósito fue incluido en el Registro Nacional de Lugares Históricos en 1976.

## Historia
El depósito fue construido en 1913 como reemplazo de la estación original de Cullman. El fundador de Cullman, John G. Cullmann, dio dinero a la ciudad después de su muerte en 1895 para bajar las vías del ferrocarril de Louisville y Nashville a través de la ciudad, con el fin de reducir el ruido y la contaminación. El plan no se promulgó hasta 1911, cuando L&N colocó vías dobles a través de la ciudad, lo que requirió la construcción de un nuevo depósito. El depósito sirvió a pasajeros hasta 1968 y fue utilizado para almacenamiento de mantenimiento por los nuevos propietarios CSX hasta que se vendió a la ciudad en 1990. Fue restaurado y ahora alberga oficinas para el capítulo local de United Way.

## Descripción
El depósito está construido en estilo misión, único entre los diseños de depósito de L&N estándar y menos estilizados. La sección central del edificio de tres tramos está separada por dos pilares que se elevan por encima del parapeto. Los pilares tienen techos piramidales poco profundas y están decorados con paneles empotrados y bandas horizontales. En la bahía central se encuentra la entrada principal, cubierta por un pórtico con un techo a cuatro aguas que está sostenido por pesadas columnas cuadradas y ménsulas. El parapeto está arqueado en cada tramo de la fachada, y en el tramo central del lado trasero, orientado a la vía. Cada bahía cuenta con dos ventanas de guillotina uno sobre uno con travesaños de una sola luz. El extremo norte del edificio tiene un juego de puertas de carruaje, que originalmente conducían al área de equipaje, mientras que el extremo sur tiene un porche cubierto que conduce a las vías.